# تشاك فينلي
تشاك فينلي (بالإنجليزية: Chuck Finley)‏ هو لاعب كرة قاعدة أمريكي، ولد في 26 نوفمبر 1962 في مونرو في الولايات المتحدة.

## وصلات خارجية
- تشاك فينلي على موقع دوري كرة القاعدة الرئيسي (الإنجليزية)
- تشاك فينلي على موقعبيزبول رفرنس.كوم (الدوري الرئيسي) (الإنجليزية)
- تشاك فينلي على موقعبيزبول رفرنس.كوم (الدوري الثانوي) (الإنجليزية)
- تشاك فينلي على موقع إي إس بي إن.كوم (أم.أل.بي) (الإنجليزية)
- تشاك فينلي على موقع مشجعي الرسوم البيانية (الإنجليزية)
- تشاك فينلي على موقع قاعة لويزيانا للمشاهير الرياضية (الإنجليزية)
- تشاك فينلي على موقع IMDb (الإنجليزية)